# درخت سکویا

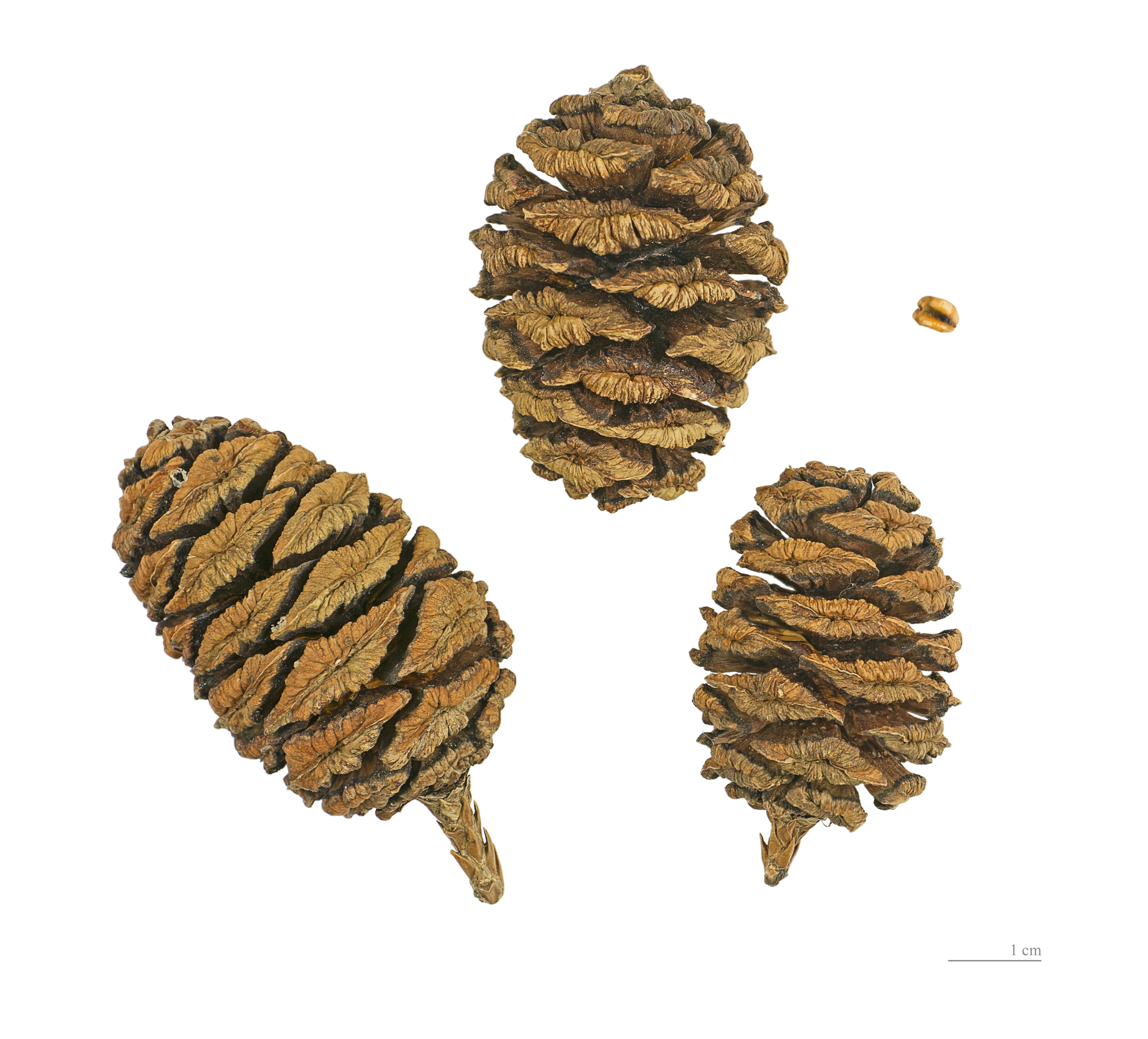
مخروط‌ها و دانهٔ بالغ

سکویا یا درخت غول (نام‌های دیگر: درخت ماموت، سرخ‌چوب غول‌پیکر، درخت عظیم کالیفرنیا) درختی است سوزنی‌برگ.
این نوع درخت از شاخهٔ مخروطیان رده ناژویان، راسته کاجیان، تیرهٔ سَرویان و سردهٔ درختان غول است.
درخت غول تنها گونه در سردهٔ درختان غول است.
بیش‌ترین تعداد این درخت در ایالت کالیفرنیا در ایالات متحده آمریکا قرار دارد.
در خانوادهٔ سرویان زیرخانواده‌ای به‌نام سرخ‌چوبان وجود دارد که درخت غول، به همراه سکویای همیشه‌سبز (سرخ‌چوب ساحلی) و سرخ‌چوب سپیده‌دم در این زیرخانواده قرار دارند. قدیمی‌ترین این درختان در جنگل ملی سکویا قرار دارد و ۳۰۰۰ سال عمر دارد.
درختان سکویا از بزرگ‌ترین درختان جهانند. میانگین بیشینه ارتفاع آن‌ها بین ۵۰ تا ۸۵ متر است. طول بعضی از این درختان به ۱۱۰ متر می‌رسد. طول محیط تنهٔ این درختان، ۱۵ متر است. بسیاری از این درختان غول‌پیکر در سدهٔ ۱۹ میلادی توسط مهاجران قطع شدند. آتش‌سوزی یکی از خطراتی است که امروزه درختان سکویا را تهدید می‌کند. این درختان در قسمت‌هایی از جزیره ماداگاسکار دیده شده‌اند. اما به‌دلیل وضعیت جوی و گونه‌های جانوری از جمله لمورهای دم‌حلقه‌ای که از نهال آن‌ها تغذیه می‌کنند این درختان، بالغ نمی‌شوند.

## سکویاهای سرشناس
- درخت ژنرال شرمن
- درخت ژنرال گرنت